# Adriana van Roon
Adriana van Roon, född okänt år, död 1527, var en nederländsk abbedissa.
Hon är känd som reformatorn av Cisterciensordens kloster i Leeuwenhorst.